# Le Père de l'oiseau
 (juillet 2019).
Si vous disposez d'ouvrages ou d'articles de référence ou si vous connaissez des sites web de qualité traitant du thème abordé ici, merci de compléter l'article en donnant les références utiles à sa vérifiabilité et en les liant à la section « Notes et références ».
Pour plus de détails, voir Fiche technique et Distribution.
Le Père de l'oiseau (Father of the Bird) est un court métrage d'animation de la série des Looney Tunes réalisé par Stephen A. Fossati, mettant en scène que Grosminet et sorti en 1997.

## Fiche technique
- Patrick Préjean : Grosminet
- Bernard Métraux : Annonceur